# Martin Böttger

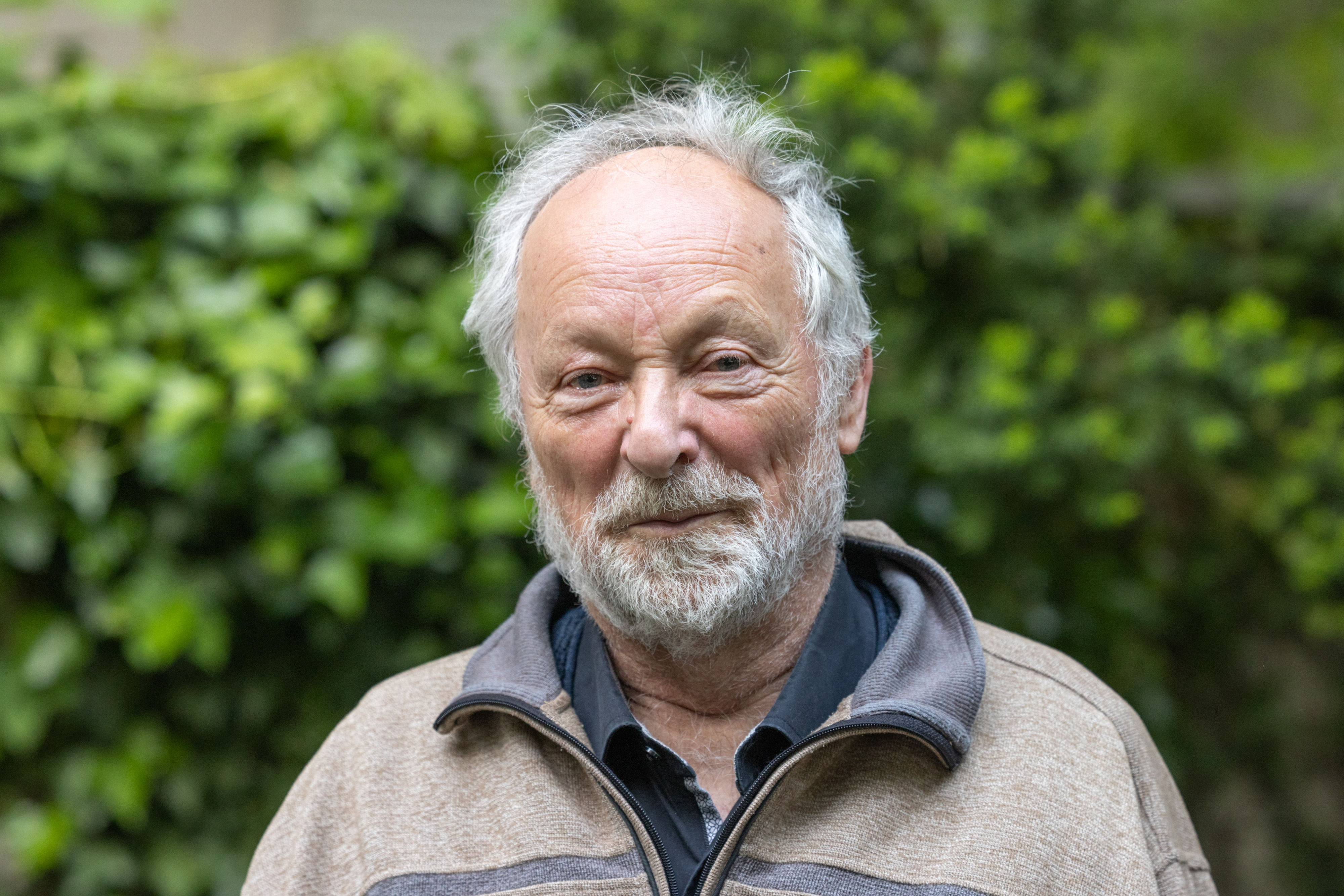
Martin Böttger (2023)

Martin Böttger (* 14. Mai 1947 in Frankenhain) ist ein Politiker und ehemaliger Vertreter der Bürgerrechtsbewegung in der DDR. Er war von 1990 bis 1994 Mitglied des Sächsischen Landtags und Vorsitzender der Fraktion Neues Forum – Bündnis – Grüne (Forum).

## Leben und Politik
Böttger studierte 1965 bis 1970 Physik an der TU Dresden und war danach bis 1972 Bausoldat. Seit 1972 war er in der kirchlichen Friedensarbeit aktiv. Bis 1976 war er als Programmierer bei Robotron Karl-Marx-Stadt, bis 1979 beim Versorgungskontor Leder und bis 1983 als wissenschaftlicher Mitarbeiter bei der Deutschen Bauakademie tätig. 1982 wurde er an der TU Dresden bei Günther Landgraf zur technischen Mechanik promoviert.
1976 und 1980 wurde er nach der Teilnahme an Maidemonstrationen mit einem selbstgefertigten Transparent vom MfS „zugeführt“ und im September 1983 wegen „versuchter Teilnahme an einer Menschenkette zum Weltfriedenstag“ verhaftet. Ab 1985 war Böttger als Programmierer beim Kombinat Minol beschäftigt. Er war 1985 Mitbegründer der Initiative Frieden und Menschenrechte (IFM), deren Arbeitsgruppe „Menschenrechte und Justiz“ er leitete, und war an der Herausgabe und Verbreitung von Samisdat-Zeitschriften beteiligt.
1989 war er Gründungsmitglied des Neues Forums und Koordinator dieser Bürgerbewegung im Bezirk Karl-Marx-Stadt. Im März 1990 wurde er auf der Liste von Bündnis 90 in die Volkskammer gewählt, gab aber das Mandat unmittelbar an Werner Schulz ab. Von 1990 bis 1994 war er Abgeordneter des Sächsischen Landtages, davon bis 1992 als Fraktionsvorsitzender. Ab 1994 war er Geschäftsführer einer Seniorenpflegeeinrichtung in Kirchberg. Von 2001 bis 2010 war er Leiter der Chemnitzer Außenstelle der Bundesbeauftragten für die Unterlagen des Staatssicherheitsdienstes der ehemaligen DDR. Er lebt in Sachsen im Ruhestand und gehörte von 2009 bis 2024 als bündnisgrüner Abgeordneter dem Zwickauer Stadtrat an. Er war bis 2024 Vorsitzender des Martin-Luther-King-Zentrums für Gewaltfreiheit und Zivilcourage in Werdau.
Böttger ist aktiver Orgelspieler.

## Auszeichnungen
Am 26. Mai 1997 wurde ihm von Landtagspräsident Erich Iltgen die Sächsische Verfassungsmedaille verliehen. Im Jahr 2000 ehrte ihn die Deutsche Nationalstiftung für sein Engagement bei der Gründung des Neuen Forums neben anderen Erstunterzeichnern des Gründungsaufrufs mit dem Deutschen Nationalpreis. Am 13. Oktober 2009 erhielt er aus Anlass von „20 Jahre Friedliche Revolution“ den Sächsischen Verdienstorden.
Am 22. Mai 2018 erhielt Martin Böttger das Bundesverdienstkreuz 1. Klasse anlässlich des Verfassungstages.

## Veröffentlichungen
- Schule der Opposition. Eine politische Autobiografie, Vorwort von Wolfgang Templin, 2023.
- War die SED eine kriminelle Organisation? (PDF; 1,2 MB) in: Freiheit und Recht, 2/2010, Seite 12.
- IFM-Archiv Sachsen e. V.: Absage an Praxis und Prinzip der Abgrenzung, Pfingsten 1987, Digitalisat. Unterzeichnende: Almut Berger, Karl-Heinz Bonnke, Hans-Jürgen Fischbeck, Reinhard Lampe, Stephan Bickhardt, Martin Böttger, Dorrit Fischer, Ludwig Mehlhorn, Anette von Bodecker, Erich Busse und Martin König.

## Bürokratopoly
Bürokratopoly ist ein Lehrspiel über die DDR. Urheber Martin Böttger parodierte damit in den frühen 1980er Jahren den DDR-Staat. Das Spiel verbreitete sich im politischen Untergrund. Über 30 Jahre nach seinem Entstehen wurde es neu aufbereitet und für den Einsatz im Unterricht optimiert. Bürokratopoly soll den Schülern auf spielerischem Weg einen authentischen Blick auf die DDR vermitteln und damit zur Diskussion über Demokratie, Politik und Menschenrechte anregen.